# Steve Jobs (film)
Steve Jobs – amerykańsko-brytyjski film biograficzny z 2015 roku w reżyserii Danny’ego Boyle’a. Fabuła produkcji opiera się na życiu Steve’a Jobsa, twórcy amerykańskiego koncernu elektronicznego Apple. Scenariusz na podstawie książki Waltera Isaacsona napisał Aaron Sorkin.
Muzykę do filmu skomponował Daniel Pemberton, zmontował go Elliot Graham, autorem zdjęć był Alwin H. Küchler, scenografii Gene Serdena, a kostiumów Suttirat Anne Larlarb.
Budżet filmu wyniósł 30 mln USD, wpływy wyniosły 34 mln USD.
Film uzyskał nominacje do wielu nagród. Kate Winslet za rolę Joanny Hoffman jako najlepsza aktorka drugoplanowa otrzymała Złoty Glob oraz nagrodę BAFTA. Na 20. ceremonii wręczenia Satelitów Aaron Sorkin otrzymał nagrodę dla najlepszego scenariusza adaptowanego. Michael Fassbender za swoją rolę otrzymał nagrodę IFTA.

## Obsada
- Michael Fassbender jako Steve Jobs
- Kate Winslet jako Joanna Hoffman
- Seth Rogen jako Steve Wozniak
- Jeff Daniels jako John Sculley
- Katherine Waterston jako Chrisann Brennan
- Michael Stuhlbarg jako Andy Hertzfeld
- Sarah Snook jako Andrea Cunningham
- Adam Shapiro jako Avie Tevanian
- Perla Haney-Jardine jako Lisa Brennan w wieku 19 lat
- Ripley Sobo jako Lisa Brennan w wieku 9 lat
- Makenzie Moss jako Lisa Brennan w wieku 5 lat
- John Ortiz jako Joel Pforzheimer
- John Steen jako Mike Markkula
- Stan Roth jako George Coates
- Mihran Slougian jako Jandali
- Robert Anthony Peters jako Inżynier z dyskietką

i inni.